# Minoritenkloster Ratingen

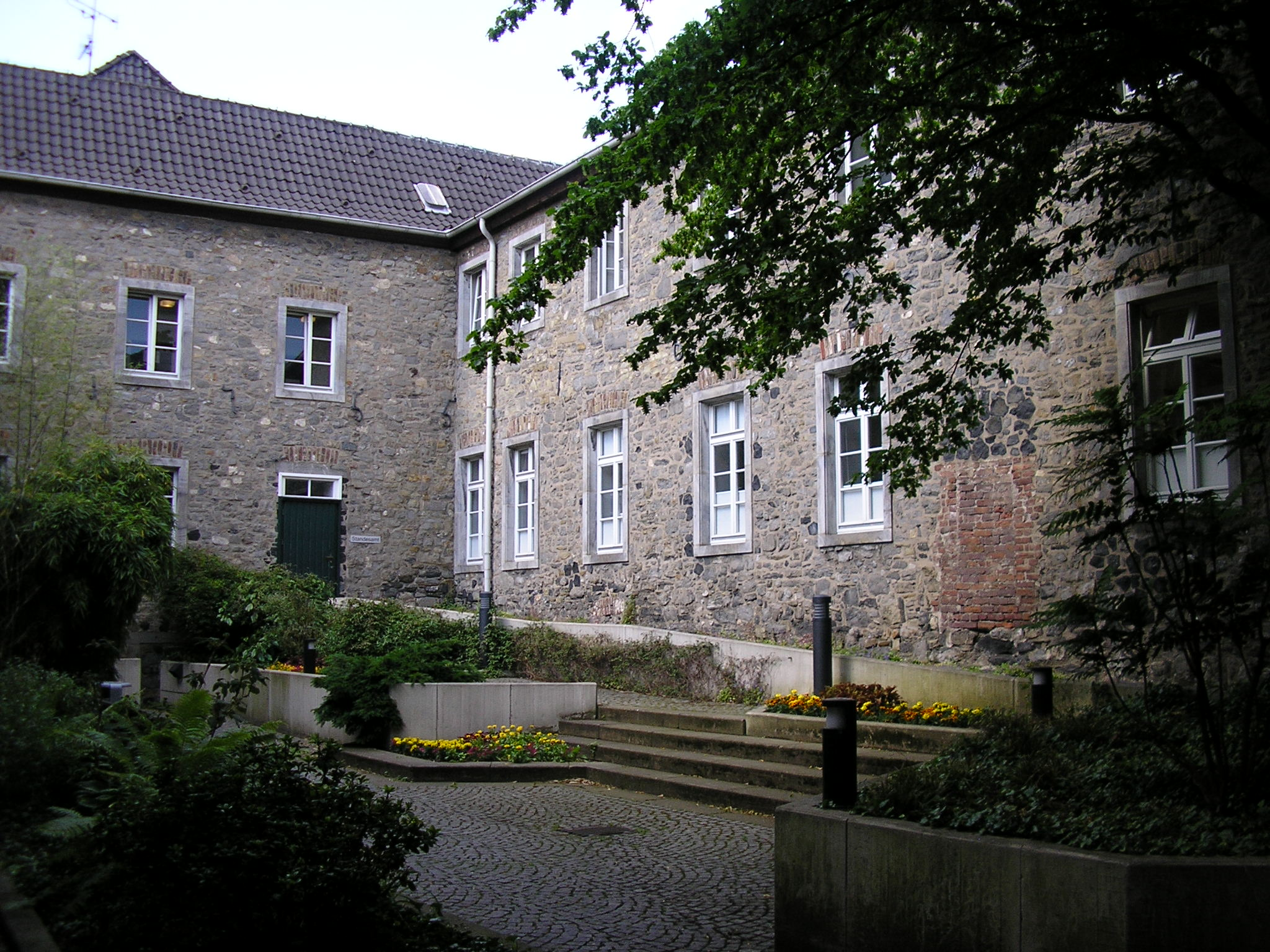
Der Innenhof des ehemaligen Minoritenklosters

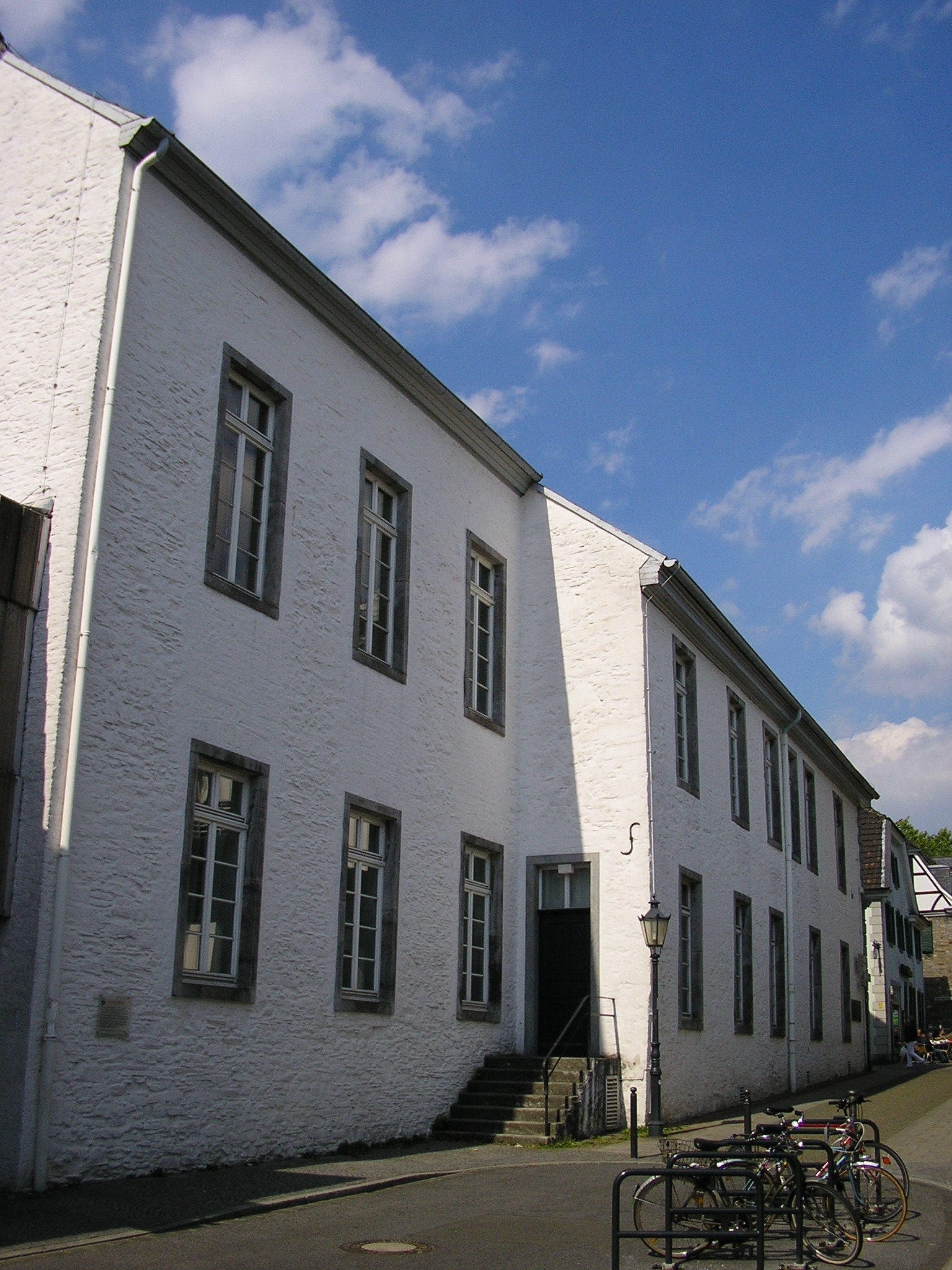
Südfassade

Das Minoritenkloster Ratingen war ein Konvent der Franziskanerminoriten in Ratingen (Kreis Mettmann), der von 1656 bis ca. 1834 existierte.
Die bis heute erhaltenen Klostergebäude werden weiterhin als Minoritenkloster bezeichnet.
Dem Kloster gehörten durchschnittlich 13 Brüder an. Der Orden finanziert durch Aushilfe der Angehörigen in adeligen Kapellen und Pfarreien, durch Spenden und ab 1767 durch den Betrieb einer Lateinschule.

## Geschichte des Klosters
Bestrebungen zur Errichtung eines Minoritenklosters in Ratingen sind seit 1651 dokumentiert.  Noch im selben Jahr erfolgte die behördliche Genehmigung.
1655 wurde der Grundstein für das Ratinger Minoritenkloster in der Innenstadt in unmittelbarer Nähe zur Pfarrkirche St. Peter und Paul gelegt, welches am 4. April 1656 bezogen wurde.
1659 bis 1677 erfolgte der Bau einer Klosterkirche, die erst 1725 geweiht werden konnte. 1678 bis 1691 wurde das Kloster um zwei Flügel erweitert. Von 1767 bis zur Auflösung des Klosters befand sich zudem eine Lateinschule in den Konventsgebäuden.
Als Folge der Säkularisation wurde den Klöstern die Aufnahme neuer Mitglieder verboten, das Kloster in Ratingen wurde 1803 in Staatseigentum überführt und als Zentral- oder Aussterbekloster für Ordensleute im Herzogtum Berg fortgeführt, bis 1843 der letzte Minorit starb.

## Spätere Nutzung
1834 wurden die ehemaligen Klostergebäude der Stadt geschenkt, die in ihnen eine Schule einrichtete.
1884 erfolgte eine Umgestaltung der Fassade zur Lintorfer Straße und eine Umnutzung zum Rathaus, welches sich bis zur Vollendung des Rathausneubaus 1973 darin befand. 
Durch den Neubau wurde die südwestliche Seite des Klosters weitgehend zugebaut, so dass das Klostergebäude von den umliegenden Straßen aus kaum noch sichtbar war. Erst im Rahmen des Abrisses des Rathauses 2015/2016 wurde es wieder freigelegt.
1975 bis 1977 wurden die Gebäude für die Volkshochschule umgebaut, die sich, gemeinsam mit einem Kino mit zwei Sälen, bis heute in dem Gebäude befindet. 
Seit 2019 befindet sich in dem Gebäude zudem Räumlichkeiten sowie Außenbereiche für die standesamtliche Trauung.